# Volvo PV444/544
Volvo PV444 / PV544 та Volvo Duette — перше сімейство масових малолітражних автомобілів компанії Volvo, які вироблялися з лютого 1947 року по жовтень 1965 року з кузовами седан-фастбек, а з урахуванням універсала Volvo Duett — до лютого 1969 року.
Компанія Volvo, яка почала в 1927 році автомобільне виробництво з кабріолета Volvo ÖV4, вже в 1930-х отримала репутацію виробника солідних середньорозмірних і повнорозмірних автомобілів класів «бізнес» та «люкс». Рішення компанії про розгортання виробництва невеликих економічних автомобілів було пов'язано з дефіцитом матеріалів і палива під час Другої світової війни. Седан-фастбек PV444 був вперше показаний на виставці в Королівському тенісному залі в Стокгольмі 1 вересня 1944 року, але масове виробництво автомобіля вдалося розгорнути лише з лютого 1947 року. Всього за 18 років було вироблено 196 005 седан-фастбеків PV444 та 243 990 од. PV544 (останній являв собою рестайлінг моделі PV444). Наприкінці 1955 року почався експорт моделі PV444 HS до США, яка стала першим автомобілем марки Volvo в Америці. На агрегатах PV444 (переднє оперіння, двері, вітрове скло та частина даху, панель приладів, передні сидіння, силова установка і ходова частина) було створено комерційне рамне шасі Volvo PV445, виробництво якого тривало з вересня 1949 по травень 1961 року (для продажу стороннім кузовобудівникам, було виготовлено 4,2 тис. шасі). В свою чергу на базі комерційного шасі з липня 1953 року по лютий 1969 року випускався універсал і фургон Volvo Duett (P445/P210). Таких рамних універсалів і фургонів було вироблено 85 тис. (сумарно з шасі 89,5 тис.). Таким чином, сумарний обсяг виробництва сімейства PV за 1947—1969 роки склав 529,5 тис. З них 160 тис. були експортовані, а 280 тис. залишилися в Швеції. Поряд з передньоприводними моделями SAAB-92/93/95/96 класичні седани Volvo PV444/PV544 і універсал Duette послужили основою післявоєнної масової автомобілізації Швеції 1950—1960-х.

## Коротка історія створення PV444
Компактний седан-фастбек Volvo PV444 був розроблений дизайнером Хельмером Петтерсоном та головним конструктором Еріком Джерном за мотивами моделі американського виробника Pontiac і став першою шведської легковою моделлю з несучим кузовом яка освоєна для масовогоу виробництва. Однак, один зі засновників та незмінний технічний директор фірми Volvo Густав Ларссон наполіг, щоб на автомобілі був застосований більш звичний задній привід, а не передній, який здавався тоді авангардистським. Втім, конкуренти фірми SAAB розсудили тоді по іншому, випустивши в 1950 році передньопривідний седан Saab 92. За час виробництва моделі PV444 було випущено вісім серій, які розрізнялися зовнішнім оформленням і внутрішнім оснащенням: решітка радіатора, світлові та сигнальні прилади, панель приладів, набір обладнання, ходова частина, включаючи колеса, двигуни тощо.

## PV444

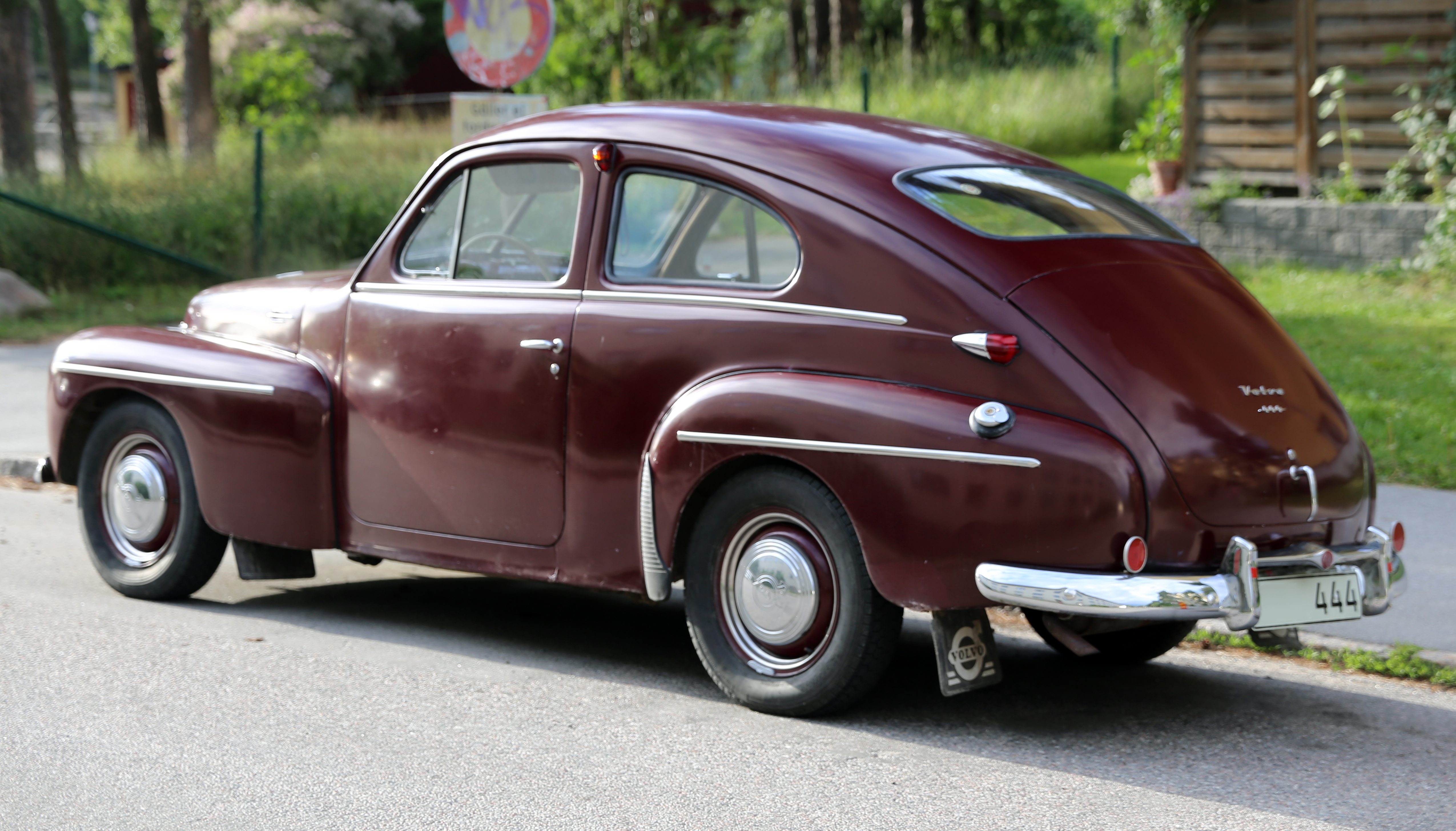
Volvo PV444 HS

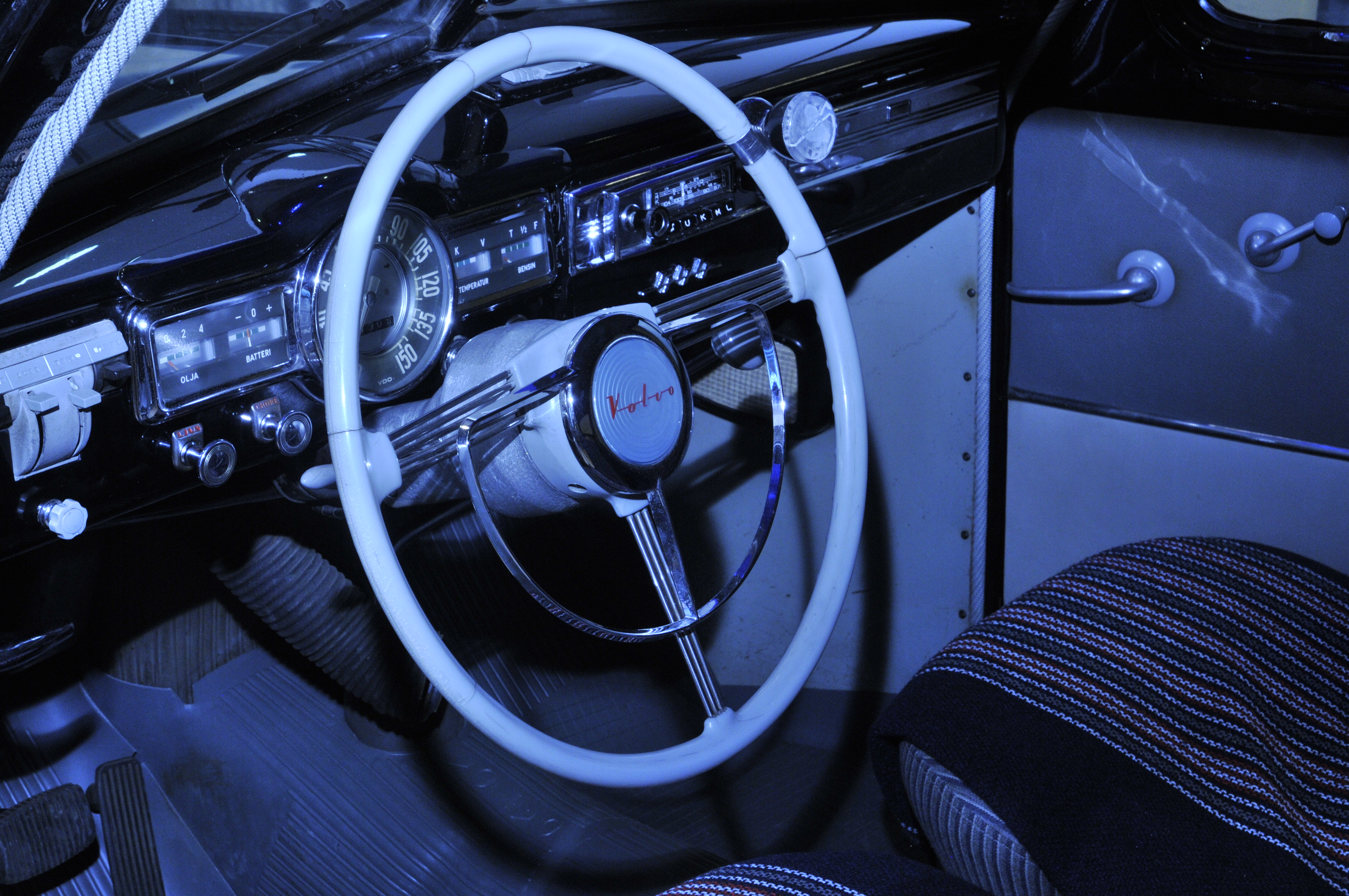

Модель PV444 вперше в історії Volvo крім несучого кузова отримала також 4-циліндровий верхнеклапанний (OHV) двигун B4B робочим об'ємом 1,4 л, який після модернізації в 1955 році (B14A) став розвивати 51 к. с. З 1957 року почали встановлювати більш потужний 1,6-літровий двигун B16B. З ним PV444 відрізнявся більш високою економічністю і кращою динамікою розгону в порівнянні з однокласниками. На експортну версію HS для американського ринку встановлювали форсовані двигуни: 70-сильний B14A від моделі P1900 і 85-сильний B16B з підвищеним ступенем стиснення і двома карбюраторами SU.
- Розмір шин: 5.00 x 16" (до 1951 р.) і 5.90x15" (з 1951-го)

### Двигуни
- 1.4 L B4B I4 51 к.с.
- 1.4 L B14A I4 70 к.с.
- 1.6 L B16A I4
- 1.6 L B16B I4 85 к.с.

## PV544
Рестайлінгова модель Volvo PV544 вироблялася з 1958 по 1966 рік. Відмінності від попередньої моделі у PV544 не були принциповими, але досить помітними: місткість салону вказувалася вже як 5-ти місцева (звідси і заміна першої «четвірки» в індексі моделі на «п'ятірку»), було змінено облицювання решітки радіатора (сотоподібна замість рейкової), роздільне V-образне вітрове скло було замінено на гнуте панорамне, збільшена площа заднього скла, модернізована комбінація приладів, тощо. Трансмісія згодом була замінена на 3—4-ступінчату. З 1962 модель стала оснащуватися новим двигуном B18 (обсяг — 1,8 л), розробленим для спортивного купе Volvo P1800. За час виробництва моделі PV544 було випущено сім серій, які розрізнялися зовнішнім оформленням і внутрішнім оснащенням: решітка радіатора, світлові та сигнальні прилади, панель приладів, набір обладнання, ходова частина, двигун, коробка передач тощо.

### Двигуни
- 1.6 L B16 I4
- 1.8 L B18A I4
- 1.8 L B18D I4

## Спортивні досягнення
На седані PV544 1964 року випуску індо-кенійський екіпаж братів Сінгх виграв Східно-Африканське ралі Сафарі 1965 року (East African Safari Rally 1965).
У наступні роки, PV544 з великим успіхом конкурував у мексиканському чемпіонаті з дорожніх гонок Carrera Panamericana.
Надалі PV544 досить успішно виступав в обох ралі і гоноках, завоювавши кілька чемпіонських титулів.

## Цікаві факти
Під час демонстраційного показу Volvo PV444 восени 1944 року автомобіль оглянули майже 150 тис. відвідувачів, але лише 2'300 з них зважилися одразу викласти суму 4'800 крон, заявлену в рекламних цілях — стільки ж за 17 років до цього коштував і перший автомобіль Volvo ÖV4. Реально перші покупці змогли отримати свої вже оплачені автомобілі лише майже через три роки, але все ж залишилися у виграші, так як в 1947 році за нову машину просили вже 8'000 крон. Для порівняння: німецькі передплатники на народний автомобіль (Volkswagen) Kdf38 змогли викупити після війни свої машини (вже версії Volkswagen-11) тільки після солідної доплати, а радянським доводилося покупати облігації державних цільових безвідсоткових позик 1990 року (зокрема на купівлю легкових автомобілів) та не були до кінця отоварені за ними ще і у 2009 році.
Один із засновників компанії Volvo, який зазвичай ніколи не помилявся, економіст Ассар Габріельсон, вважав, що випуск моделі PV444 не перевищить 8'000 примірників і, хоча, пізніше збільшив даний прогноз до 12'000 машин, але і тут жорстоко прорахувався — реальний тираж машини ледь не досяг 200'000 примірників, а з урахуванням більш пізньої моделі PV544 та універсалу Duett перевищів і півмільйона!
З 1957 року Volvo PV544 разом із моделлю Volvo P120 Amazon першими серед серійних легкових моделей у світі отримали в якості опціонного оснащення триточковий ремінь безпеки, а з 1959 року він став вже базовим оснащенням.
Під час старту на життєво важливому американському ринку рестайлінговий PV544 отримав відмінний Пі-аР в особі «спаринг-партнера» Інгемара Юганссона, який оскаржував тоді титул чемпіона світу з боксу в суперважкій вазі і знаходився в США навесні і влітку 1959 року. Інго, як його прозвали, вибрав в якості засобу пересування білий PV544 з шинами з щигольскими білими боковинами і шикарними збільшеними хромованими бамперами, так званого «Американського типу». Його тренер Ніссе Бломберг володів аналогічним автомобілем, але темного забарвлення і постійно пересувався слідом за підопічним, коли той опинявся поза рингом. Автомобілі, природно, привернули значну зацікавленість публіки і були зображені у багатьох газетах, особливо після всесвітньо відомого «правого хука Інго», здійсненого ним 25 червня.
Коли в серпні 1965 року PV544 була представлена як модель 1966 року, її ціна у виконанні Special II становила 13'000 шведських крон і 13'600 крон у виконанні Sport. При цьому автомобіль ніколи не випускався ні з правим кермом (хоча до 1965 року рух у Швеції був саме лівостороннім), ні з 4-дверним кузовом, ні з годинником.
Згідно з опитуваннями 1980-х серед шведів старше за 45 років саме моделі серії PV найбільшою мірою символізували собою бренд Volvo.